# Pamela Courson
Pamela Susan Courson (Weed, 22 de dezembro de 1946 — Los Angeles, 25 de abril de 1974) foi a companheira de longos anos de Jim Morrison, vocalista da banda de rock The Doors. Ela afirmou ter encontrado o corpo de Jim na banheira do apartamento que os dois dividiam em Paris, e morreu três anos depois dele. Mais tarde, a relação dos dois foi legalmente reconhecida como uma união estável.

## Primeiros anos
Pamela Susan Courson nasceu em Weed, Califórnia. Seu pai, Columbus “Corky” Courson (1918-2008), foi bombardeiro da Marinha (alcançando o posto de Comandante na Reserva Naval dos EUA) antes de se tornar diretor de uma escola secundária em Villa Park, Califórnia. Sua mãe, Pearl “Penny” Courson (1923-2014), era dona de casa, que fazia alguns trabalhos de design de interiores, e que, após sua morte aos 90 anos, foi descrita em seu obituário como uma “conhecedora das artes”. Pamela tinha uma irmã, Judith (1941-2018), e cursou o ensino médio na Orange High School em Orange, Califórnia.

## Vida pessoal
Courson e Jim Morrison se conheceram na boate London Fog, na Sunset Strip em Los Angeles no ano de 1965, enquanto ela era estudante de artes na Los Angeles City College.
Os dois mantiveram uma relação aberta, descrita como muito intensa, com muitas idas e vindas, enquanto ambos mantinham relações simultâneas com outras pessoas, mas mantinham um compromisso um com o outro. Uma das relações mais significativas de Pamela foi com o nobre francês e traficante de heroína Jean de Breteuil.  Jim Morrison odiava heroína, e ficava irritado com Pamela por usar a droga.
Entre 1969 e 1971, Courson operou uma botique chamada Themis, que Morrison comprou para ela com os lucros do álbum Strange Days.
Courson afirmou que, no dia 3 de julho de 1971, ela acordou e encontrou Jim morto na banheira do apartamento do casal em Paris. O relatório do médico legista citou a causa de morte do cantor como insuficiência cardíaca, embora nenhuma autópsia tenha sido realizada. De acordo com o testamento de Morrison, que o listava como solteiro, Courson foi nomeada sua herdeira, portanto, na fila para receber sua fortuna. No entanto, objeções legais ao espólio de Morrison atrasaram a distribuição do dinheiro por três anos. Em 1974, ela recebeu toda a herança de seu espólio, antes de morrer em abril do mesmo ano.
Uma amiga de Pamela, Diane Garden, a descreveu, no livro Break on Through, de Riordan e Prochnicky:
"Pam era uma das pessoas mais engraçadas que já conheci. Ela era linda, parecia a rainha da neve, mas fazia coisas como colecionar Lugers. Ela tinha um senso de humor cruel. Ela amava viajar porque ela dizia que você nunca tinha que pensar. Quando você viaja e é turista, você sai e a vida acontece. Eu gostava dela. Ela era a menina mais perigosa que eu já conheci. Após o Jim morrer e nós duas estávamos fora de nós, nós fazíamos coisas tipo ir para Tijuana e ficar doidas. A gente se hospedava nuns hoteis de quinta categoria e ia para Rosarito Beach e bebíamos tudo que víamos pela frente. Uma vez um rapaz que estava conosco gritou umas coisas bem obscenas para a polícia e eles vieram atrás da gente. Um rapaz queria tomar as chaves do novo fusca da Pam e ir embora, então eu bati nele com meu sapato. E a gente teve que pagar tudo. Fomos no hotel e deixaram a gente pagar fiado. Não ajo assim normalmente. Pam tinha esse efeito sobre mim".

## Morte
Após a morte de Jim Morrison, Courson continuou vivendo em Los Angeles. O ex-empresário da banda, Danny Sugerman, fez amizade com ela, e mais tarde escreveu em seu livro, Wonderland Avenue, que os dois usavam quaaludes e heroína juntos.
Em 25 de abril de 1974, Pamela Courson foi encontrada morta no sofá de um apartamento que dividia com dois amigos em Los Angeles. Assim como Morrison, ela tinha 27 anos de idade. A causa de morte foi uma overdose de heroína. Ela foi cremada e suas cinzas foram enterradas no mausoléu de Fairhaven Memorial Park em Santa Ana, Califórnia. Sua lápide tem o nome “Pamela Susan Morrison”, apesar de “Morrison” nunca ter sido legalmente seu sobrenome. Meses após sua morte, seus pais herdaram a fortuna de Morrison, o que foi contestado pelos pais de Jim. Em 1979, ambas as partes concordaram em dividir os lucros do espólio igualmente.
Em 1991, no filme The Doors (de Oliver Stone), Courson foi interpretada pela atriz Meg Ryan.